# ベーブ・ルース (バンド)
ベーブ・ルース（Babe Ruth）は、1970年代に活躍したイングランドのハートフォードシャー、ハットフィールド（Hatfield）出身のロック・バンド。ジェニー・ハーンのパワフルなボーカルとアラン・シャックロックのアレンジが特徴のヘヴィなサウンドを持っていた。オーケストラの導入、ギターとキーボード（ピアノ）のユニゾン、代表曲「The Mexican」に顕著な西部劇世界への言及など、特徴のある作風を持ち、ハードロックだけでなく、プログレッシブ・ロックのバンドとしての側面もある。
地元イングランドよりも、北米（特にカナダ）で人気があった。

## 経歴
1971年、最初にバンドが結成された時には、バンド名はギタリストのアラン・シャックロック（元クリス・ファーロウ&ザ・サンダーバーズ、ザ・ゴッズ）にちなんで「シャックロック（Shacklock）」と名乗っていた。メンバーには、ジェニー・ハーン、デイヴ・ヒューイットらがいた。その後、デイヴ・パンションとディック・パウエル（スレイドのドラマー、ドン・パウエルの弟）がメンバーに加わり、バンド名をベーブ・ルースに改めた。
ファースト・アルバム『ファースト・ベース』がカナダで大ヒット。1973年のセカンド・アルバムでは、パウエルがエド・スペヴォックに、パンションがクリス・ホームズにそれぞれ交代。1975年のサード・アルバムではホームズに代わってワイルド・ターキー（元ジェスロ・タルのグレン・コーニックが結成したバンド）にいたスティーヴ・ガールが加入。同年、4枚目のアルバムでは、シャックロックが脱退し、元ワイルド・ターキーのバーニー・マースデンが加入。1976年の5枚目のアルバムでは、ハーンとヒューイットが抜け、エリー・ホープとレイ・ノットが加入し、オリジナル・メンバーが1人もいなくなってしまった。その後、バーミンガム出身の17歳のサイモン・ランベスがリズム・ギターで参加するが、ラスト・ツアーで数回演奏しただけでバンドは解散。マースデンはその後ホワイトスネイクに参加し、一方ランベスは音楽シーンから去ることになった。
1970年代後期にベーブ・ルースの「The Mexican」をThe Bombersがカバー。1984年、このカバーを聞いてジョン・ベニテス（John Benitez）はエレクトロ/フリースタイル・ヴァージョンの製作を思い立ち、ハーンにボーカルを依頼した。この曲はアンダーグランド・ダンス・シーンで大ヒットとなり、ブレイクビーツのスタンダード・ナンバーとなった。
1980年代には、シャックロックがイット・バイツのプロデュースを手がけている。
2005年後期から2006年初期にかけて、ハーン（ジャニタ・ハーン・モリス）、シャックロック、パンション、ヒューイットが集まって、ナッシュビルでレコーディングをした。スペヴォックもロンドンでドラムを別録し、アルバムは2006年9月に完成した。

## メンバー

### オリジナル・メンバー
- ジェニー・ハーン（Jenny Haan）ボーカル。1953年5月9日、ミドルセックス州Edgware出身。本名：ジャニータ・ハーン（Janita Haan）。在籍：1971年 - 1975年/2005年 -
- アラン・シャックロック（Alan Shacklock）ギター、ボーカル、オルガン、パーカッション、ストリング・アレンジメント。1950年6月20日、ロンドン出身。在籍：1971年 - 1975年/2005年 -
- デイヴ・ヒューイット（Dave Hewitt）ベース、ボーカル。1950年5月4日、ウェスト・ヨークシャー、Dewsbury出身。本名：デヴィッド・ヒューイット。在籍：1971年 - 1973年/2005年 -
- ディック・パウエル（Dick Powell）ドラムス、パーカッション。在籍：1971年 - 1973年
- デイヴ・パンション（Dave Punshon）エレクトリック・ピアノ、ピアノ。在籍：1971年 - 1975年/2005年 -

### 他のメンバー
- ジェフ・アレン（Jeff Allen）ドラムス。在籍：1971年
- エド・スペヴォック（Ed Spevock）ドラムス。1946年12月14日、エオンドン出身。本名：エドムンド・スペヴォック。在籍：1973年 - 1976年/2005年 -
- クリス・ホームズ（Chris Holmes）キーボード。1945年9月12日、リンカンシャー、Cleethorpes出身。本名：クリストファー・ノエル・ホームズ。在籍：1973年
- スティーヴ・ガール（Steve Gurl）キーボード。在籍：1975年 - 1976年
- バーニー・マースデン（Bernie Marsden）ギター。1951年5月7日、バッキンガムシャー、Buckingham出身。本名：バーナード・ジョン・マースデン。在籍：1975年 - 1976年。
- エリー・ホープ（Ellie Hope）ボーカル。在籍：1976年
- レイ・ノット（Ray Knott）ベース。在籍：1976年
- サイモン・ランベス（Simon Lambeth）ギター、バッキング・ボーカル。在籍：1976年

## ディスコグラフィ

### スタジオ・アルバム
- 『ファースト・ベース』 - First Base (1973年) ※カバー・アートはロジャー・ディーン。
- 『アマー・カバイェロ』 - Amar Caballero (1973年) ※カバー・アートはヒプノシス。
- 『ベーブ・ルース』 - Babe Ruth (1975年)
- 『ホームスチール』 - Stealin' Home (1975年)
- Kid's Stuff (1976年)
- Que Pasa (2007年)

### コンピレーション・アルバム
- Greatest Hits (1977年)
- Grand Slam: The Best of Babe Ruth (1995年)
- First Base / Amar Caballero (1998年)
- Babe Ruth / Stealin' Home (2000年)

### シングル
- "Rupert's Magic Feather" / "Flood" (1971年)
- "Wells Fargo" / "A Few Dollars" (1972年)
- "Ain't That Livin'" / "We Are Holding On" (1973年)
- "If Heaven's On Beauty's Side" / "Doctor Love" (1974年)
- "Wells Fargo" / "The Mexican" (1974年)
- "Private Number" / "Somebody's Nobody" (1975年)
- "Elusive" / "Say No More" (1976年)
- "The Duchess of New Orleans" / "The Jack O'Lantern" / "Turquoise" (1976年)